# 蒂尼聰-羅納

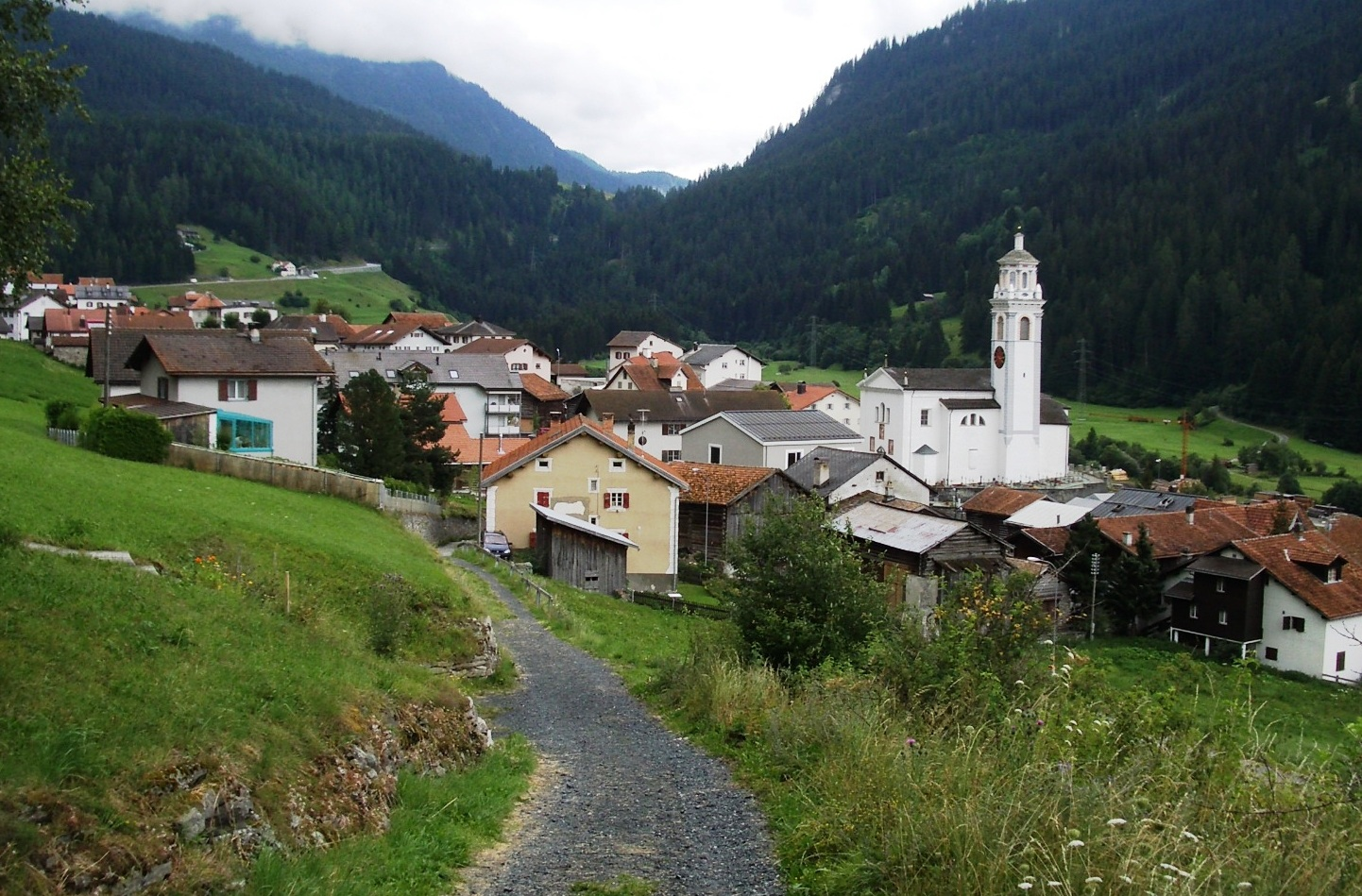

蒂尼聰-羅納是瑞士的城鎮，位於該國東部，由格勞賓登州負責管轄，面積54.3平方公里，海拔高度1,232米，2011年人口330，人口密度每平方公里6人。